# M/S Megastar
M/S Megastar är en passagerarfärja som beställdes av Tallink år 2015, och är byggd av Meyer Werft Turku på Pernovarvet i Åbo. Fartyget trafikerar rutten Helsingfors - Tallinn. M/S Megastar har ett tonnage på 49 000 ton. Hon tar 2 800 passagerare och går i 27 knop. 

## Tekniska data
Fartyget drivs med bränslet flytande naturgas, LNG. Samma bränsle används av Viking Lines färja M/S Viking Grace. Bränslesystemet för LNG levererades av svenska MAN Cryo.